# Junín (Cundinamarca)
Junín, cuyo nombre indígena es Chipazaque, y cuyo nombre virreinal es Nuestra Señora de la Concepción de Chipazaque, es un municipio colombiano del departamento de Cundinamarca, ubicado en la Provincia del Guavio, a 103 kilómetros al oriente de Bogotá. 
Antecesor del actual pueblo de Junín fue el aborigen de Chipazaque, que debía su nombre a que esta zona compartía sus dominios entre el Zipa y el Zaque. El poblado estuvo situado inicialmente cerca a Pauso, en la parte baja de la hondonada del Valle de Gachetá.

## Toponimia

### Origen lingüístico
- Familia lingüística: Quechua
- Lengua: Quechua

### Significado
La palabra Junín proviene del vocablo quechua Shunin, Xunin, Sunin o Suni. Su significado es de "zona alta y llana" o "lugar donde hace frío".
El vocablo junín también es de origen latino, proviene de junius, variación de la raíz juv que significa "brillar, relucir, resplandecer". Junín, desde su aproximación latina, seguramente hace referencia a junio, sexto mes del año en el calendario gregoriano consagrando a la dios griega Juno, "tiempo de verano".

### Origen / Motivación
Este nombre fue dado al municipio por solicitud de Tomás Cipriano de Mosquera, debido a la similitud encontrada por el general con las tierras incaicas del Perú. El nombre de Junín recuerda el hecho histórico de la batalla de independencia del Perú, uno de los últimos enfrentamientos que sostuvieron los ejércitos realistas e independentistas en el proceso de independencia.

### Nombres históricos
- Nuestra Señora de la Concepción de Chipazaque (1550). El topónimo «Chipazaque» quiere decir, en muysccubun (idioma muisca), «nuestro padre el Zaque», según Miguel Triana, o «unión del Zipa y el Zaque», según Acosta Ortegón.

## Historia

### Época precolombina
No se conoce la fecha exacta de la fundación del municipio de Junín; sin embargo, algunos historiadores ubican este acontecimiento el 13 de agosto de 1550. Antecesor del actual pueblo de Junín fue el aborigen de Chipazaque, situado cerca a Pauso, en la parte baja de la hondonada del Valle de Gachetá. Este territorio fue habitado por los indígenas Chíos, grupos Mámbita y Suraguas. Desde tiempos anteriores a la conquista los pueblos que anteriormente integraban el cacicazgo de Guatavita se encontraban subordinados políticamente al Zipa. A la llegada de los españoles, el dominio del Zipa se extendía de sur a norte desde Tibacuy, Pasca y Quetame hasta Saboyá; por el noreste llegaba hasta Chocontá, Ubaté y Fúquene; de oeste a este se extendía desde Facatativá, Zipacón y Tena hasta Gachalá.

### Nuevo Reino de Granada
Nuestra Señora de la Concepción de Chipazaque se formó en torno de la Iglesia que mandó hacer el oidor Luis Enríquez el 14 de mayo de 1600 al oficial albañil Domingo Pérez. Su primer encomendero fue Diego de Vargas Sanabria y luego su hijo Tomas de Vargas, tiempo después, hizo parte de la encomienda de don Francisco Venegas, confirmando la proximidad de los indígenas Chíos a los pueblos anteriormente mencionados.

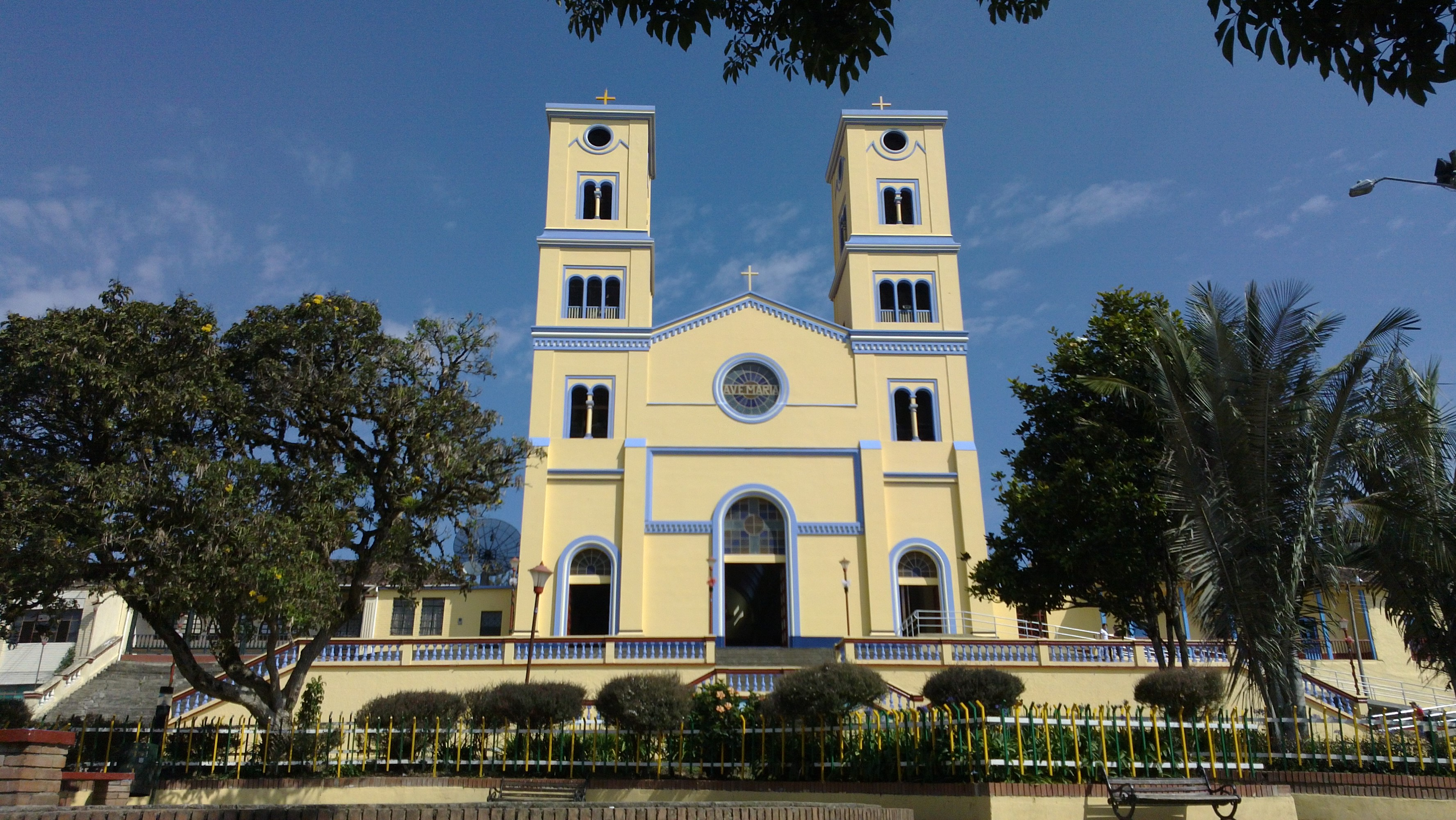
Iglesia parroquial de Nuestra Señora del Rosario de Junín, que pertenece a la Diócesis de Zipaquirá.

El 24 de marzo de 1593 llegó de visita el oidor Miguel de Ibarra, quién recorrió la comarca y les adjudicó tierras de resguardo a los indígenas que habitaban el lugar. 
El 14 de mayo de 1600, el oidor Luis Enríquez contrató en Tunja a Domingo Pérez para la construcción de la iglesia. El 15 de febrero de 1779 fueron censados 624 indios, de ellos 106 tributarios, y 1.334 vecinos entre blancos y mestizos repartidos en 290 familias. El 28 de agosto de 1795 tomó posesión del curato el presbítero Juan Malo. Había iglesia de una torre, hecha por los dominicos. El pueblo de Chipazaque fue consagrado a Nuestra Señora del Rosario, cuya fiesta se celebra el 7 de octubre.

### sigloXIX
En septiembre de 1831 se erigió la parroquia de Pauso, caserío que por entonces existía independiente, la cual se extinguió en 1843 por resolución de 24 de abril de este año. Es probable que su vecindario hubiese sido anexado a la parroquia de Chipazaque. En 1861 se trasladó al sitio de "El Barzal" por decreto de 27 de septiembre del gobernador de Cundinamarca, con el nombre de Junín "Por parecerse a los gloriosos campos de Junín incaico", dice Acosta Ortegón.
Según el historiador Roberto Velandia, el general Tomás Cipriano de Mosquera salió por el páramo de Guasca a las tierras altas del valle de Gachetá, conociendo el sitio denominado El Barzal, caserío de familias de cazadores, quedando impactado por su belleza, hecho que lo llevó a ordenar el traslado de Chipazaque a aquel sitio, dándole el nombre de Junín, mediante decreto del 27 de septiembre de 1861 del Presidente del Estado de Cundinamarca, general Justo Briceño.

### SigloXX
El primer párroco de Junín fue el padre Lombana. Hacia 1945 el párroco de Junín presbítero Luis Alejandro Jiménez compró 6 fanegadas en la parte más alta del cerro, al que le dio el nombre de Ararat, con el propósito de hacer un aeropuerto aprovechando el terraplén, pero prefirió hacer un parque consagrado a la fe católica, asesorado por el escultor Ricardo Amaya y el maestro de obra Antonio Jiménez, quienes construyeron una serie de monumentos que lo convirtieron en panteón; entre ellos están: La Entrada, Las Catacumbas de San Tarcisio, Monumento a la Virgen de la Concepción, Monumento al sacerdote, Obelisco al cabo Patricio Carrillo Beltrán, Busto al padre Luis Alfredo Jiménez, Monumento a los obreros, Bohío del Almuerzo, Alberca del Ángel Rafael, y el Bohío de San Isidro.

## Geografía

### Límites municipales
El municipio está delimitado por sus vecinos pertenecientes al departamento de Cundinamarca excepto al sur con el departamento del Meta.
| Noroeste: Guatavita                       | Norte: Gachetá (Río Gachetá)                            | Nordeste: Gachetá (Río Gachetá) |
| Oeste: Guasca (Reserva Forestal La Balsa) |                                                         | Este: Gama                      |
| Suroeste: La Calera                       | Sur: Fómeque (Represa de Chingaza) y San Juanito (Meta) | Sureste: Gachalá                |

### Relieve
El relieve de Junín es montañoso. Su parte más alta corresponde a relieves de origen glacial con paisajes de crestas y espinazos escarpados, combinadas con artesas moderadamente empinadas, con numerosos lagos, lagunas y otros humedales; en las partes de menor pendiente, todavía se encuentran depósitos de cenizas volcánicas. Estas geoformas coronan un relieve montañosos estructural denudativo, conformado por laderas erosionales y estructurales de muy empinadas a muy escarpadas e intercalaciones de cenizas volcánicas combinados con relieves colinados estructurales y coluvios con menores pendientes y mejores suelos, algunas veces recubiertos por cenizas volcánicas.

### Hidrografía
Las corrientes superficiales del municipio de Junín son típicos ríos y quebradas de alta montaña, con cuencas de áreas reducidas (Promedio de 90 km²), con pendientes pronunciadas que oscilan entre el 50% y el 75%, de corto trayecton y cuyo nacimiento está en la zona de páramo muy húmedo o en los bosques altoandinos pluviales. La red, en su totalidad, hace parte de la cuenca del río Guavio y lo conforman tres microcuencas que corresponden los ríos Chorreras, Santa Bárbara y Rucio. También se encuentran numerosas lagunas tales como La Bolsa, Juan Vaca, Tembladares, El Soche y Larga.

## División Político-Administrativa
Además de su cabecera municipal, Junín tiene bajo su jurisdicción los siguientes centros poblados:
- Chuscales
- Claraval
- Puente Lisio
- Ramal
- San Francisco
- Sueva

## Turismo

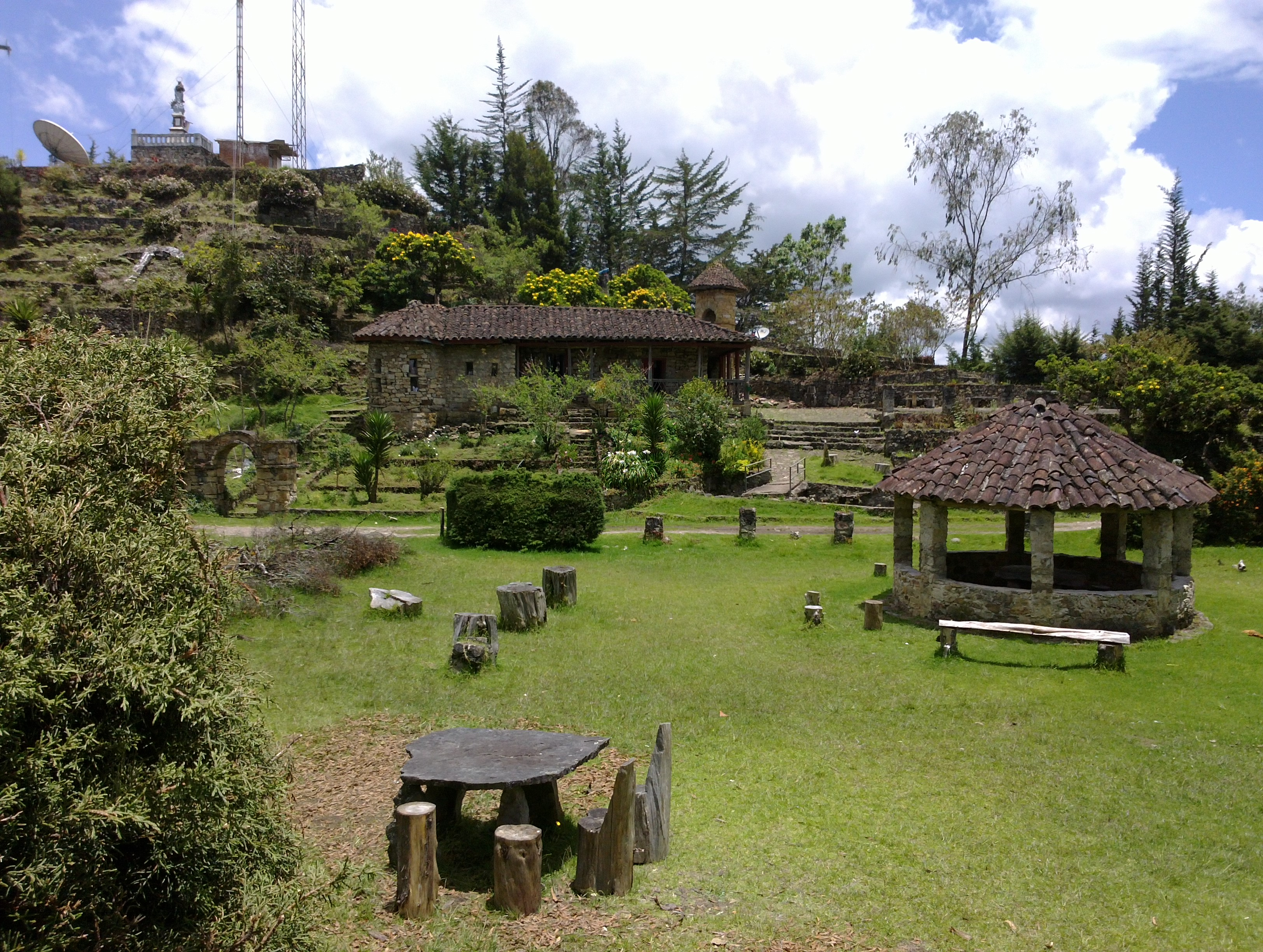
Parque Ararat, o Alemania.

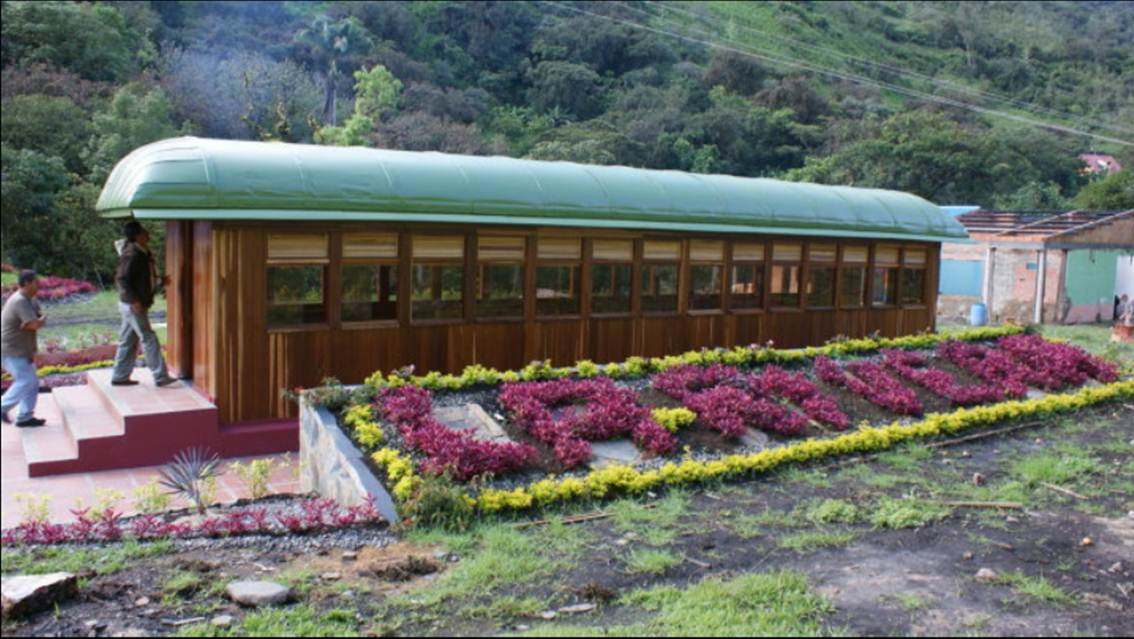
Balneario La Rivera.

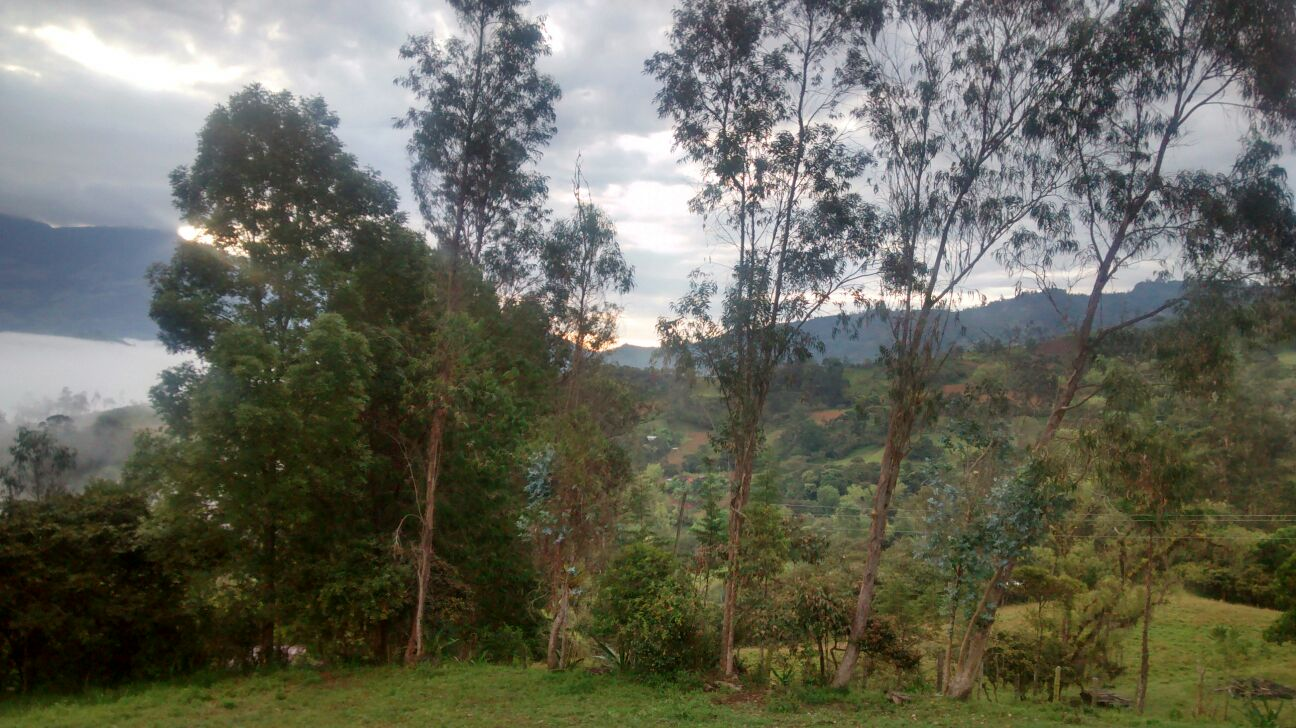
Alto de la Cruz.

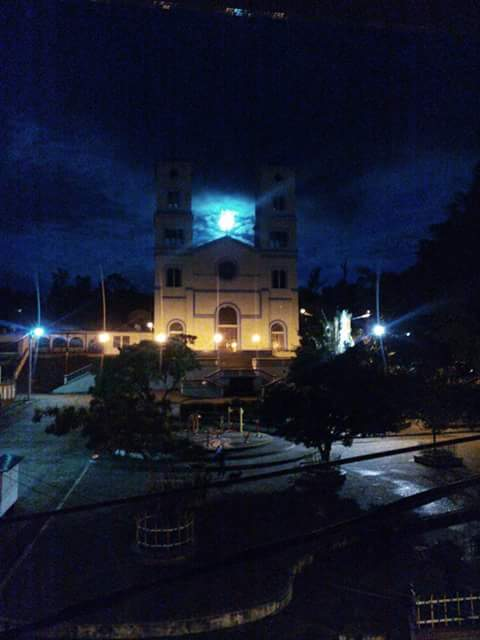
Parque e Iglesia de Junín de noche.

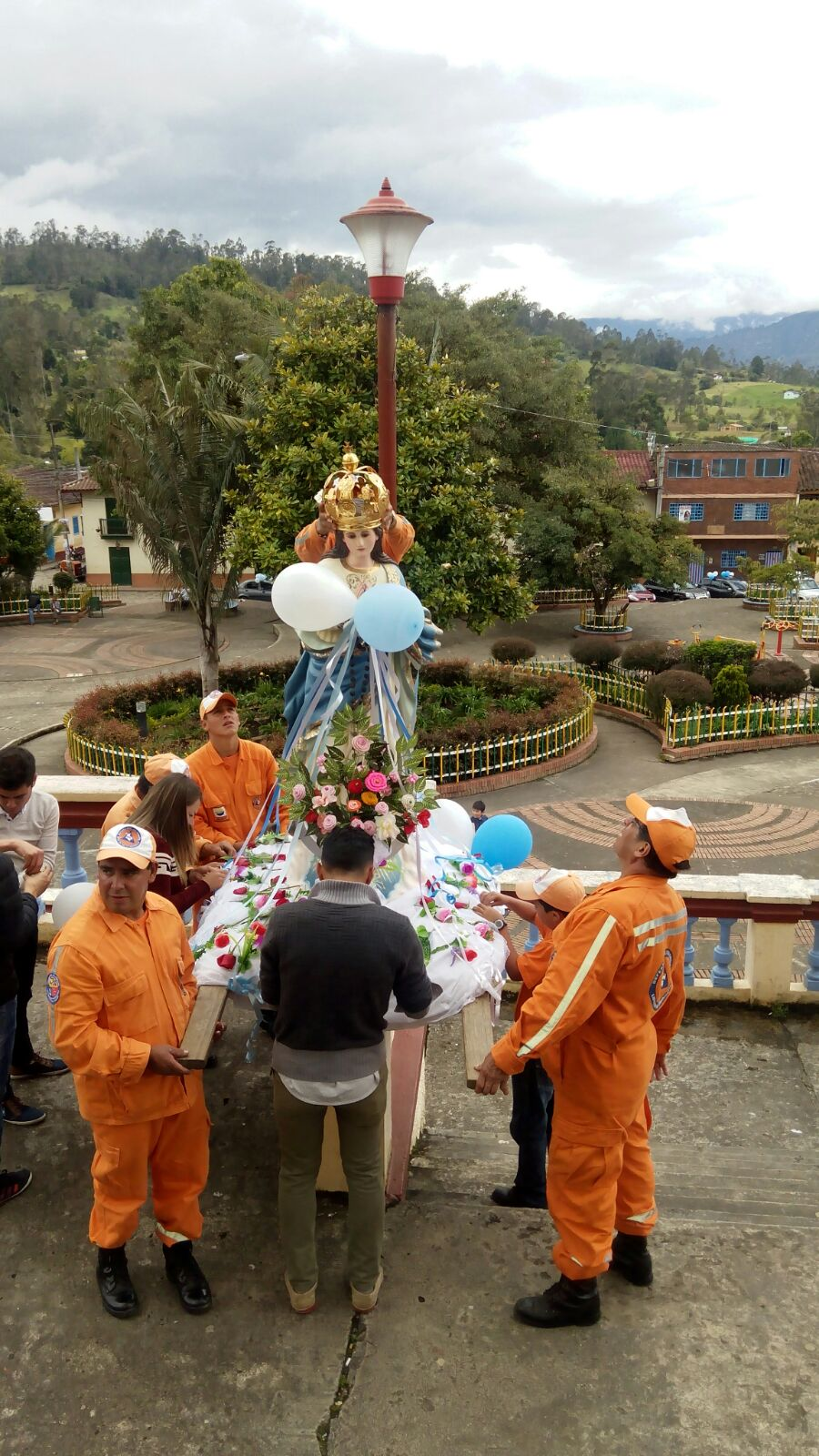
Procesión de Nuestra Señora del Rosario.

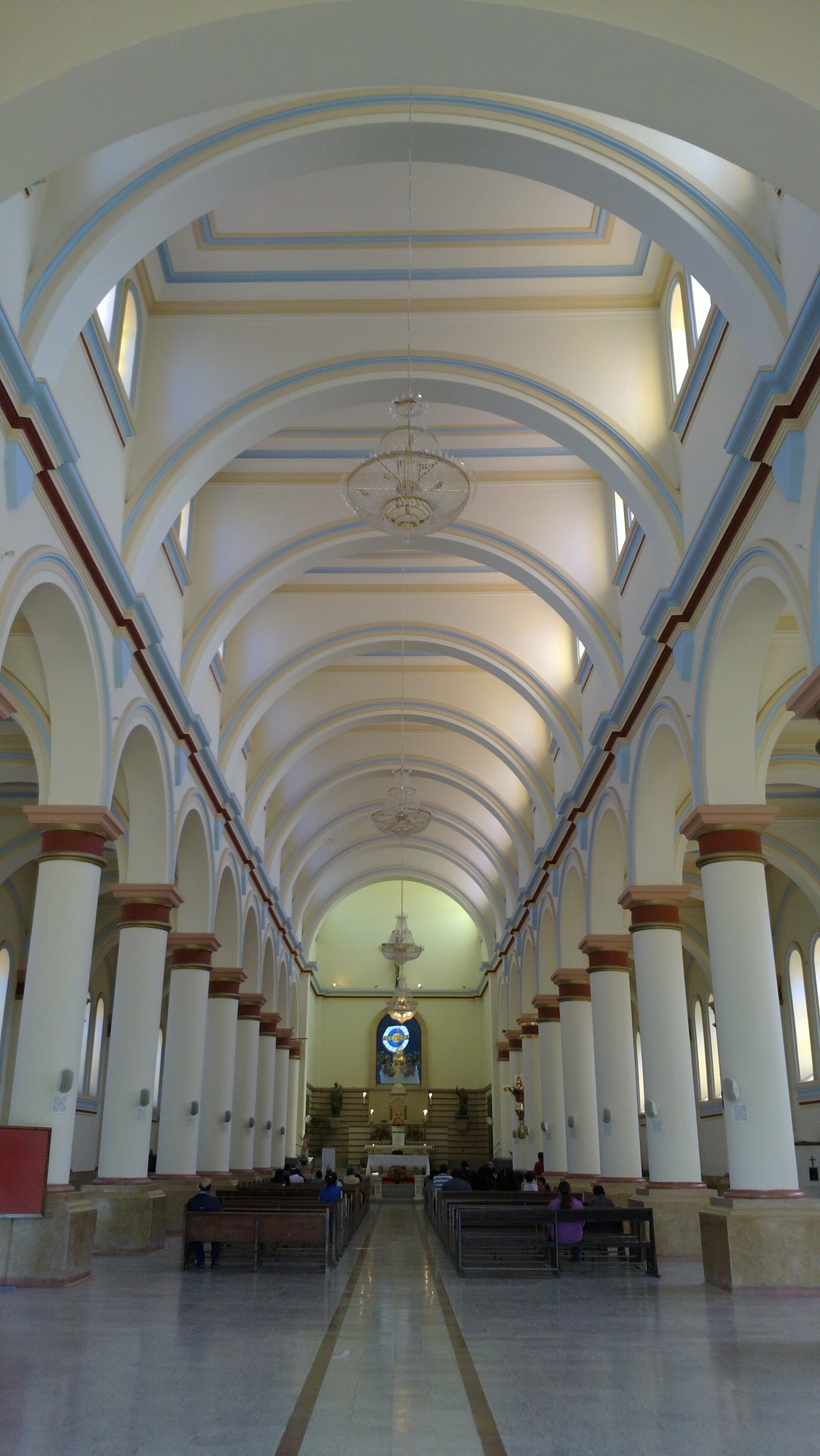
Interior de la Iglesia de Junín
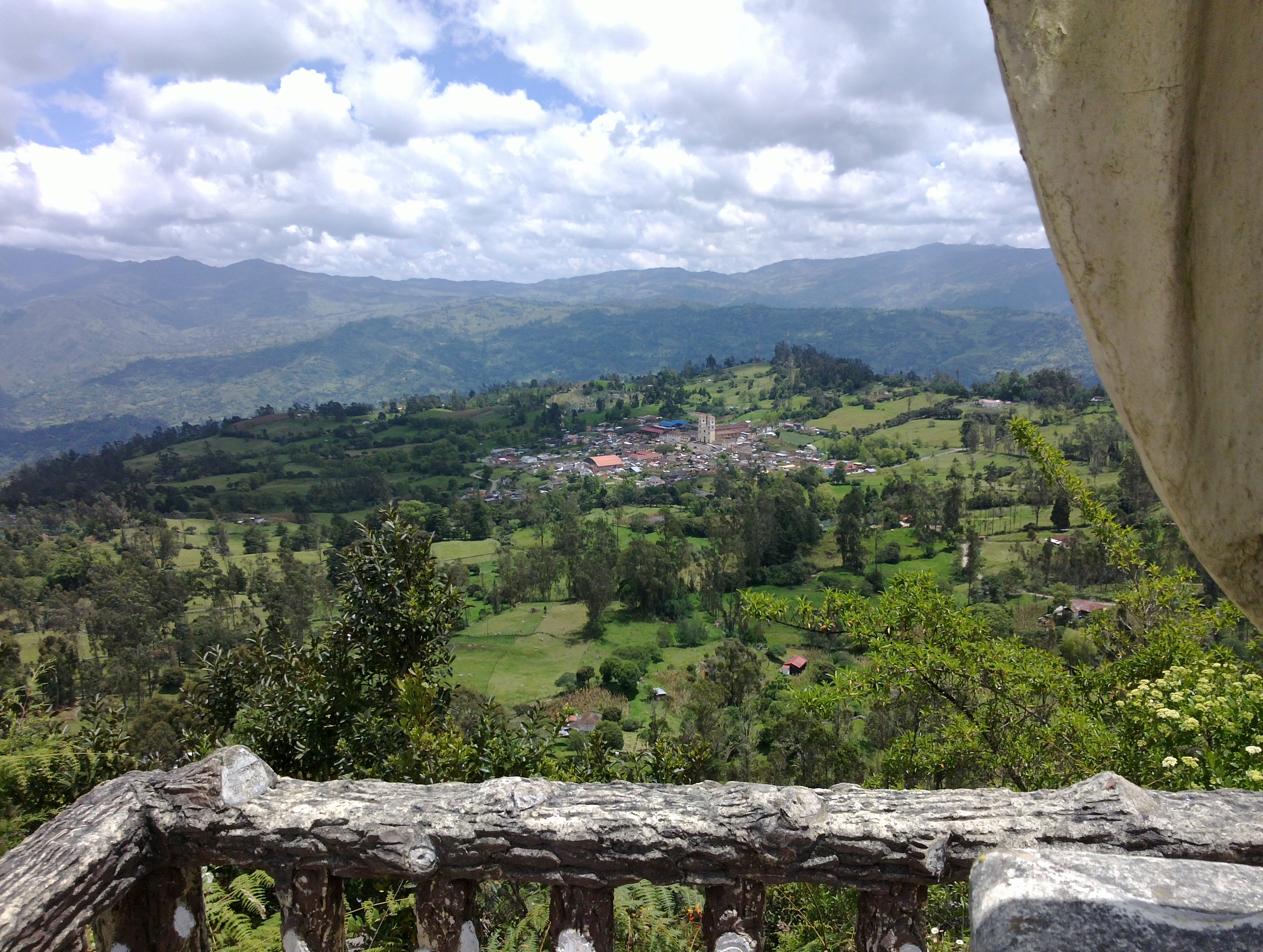
Junín desde el Parque Ararat
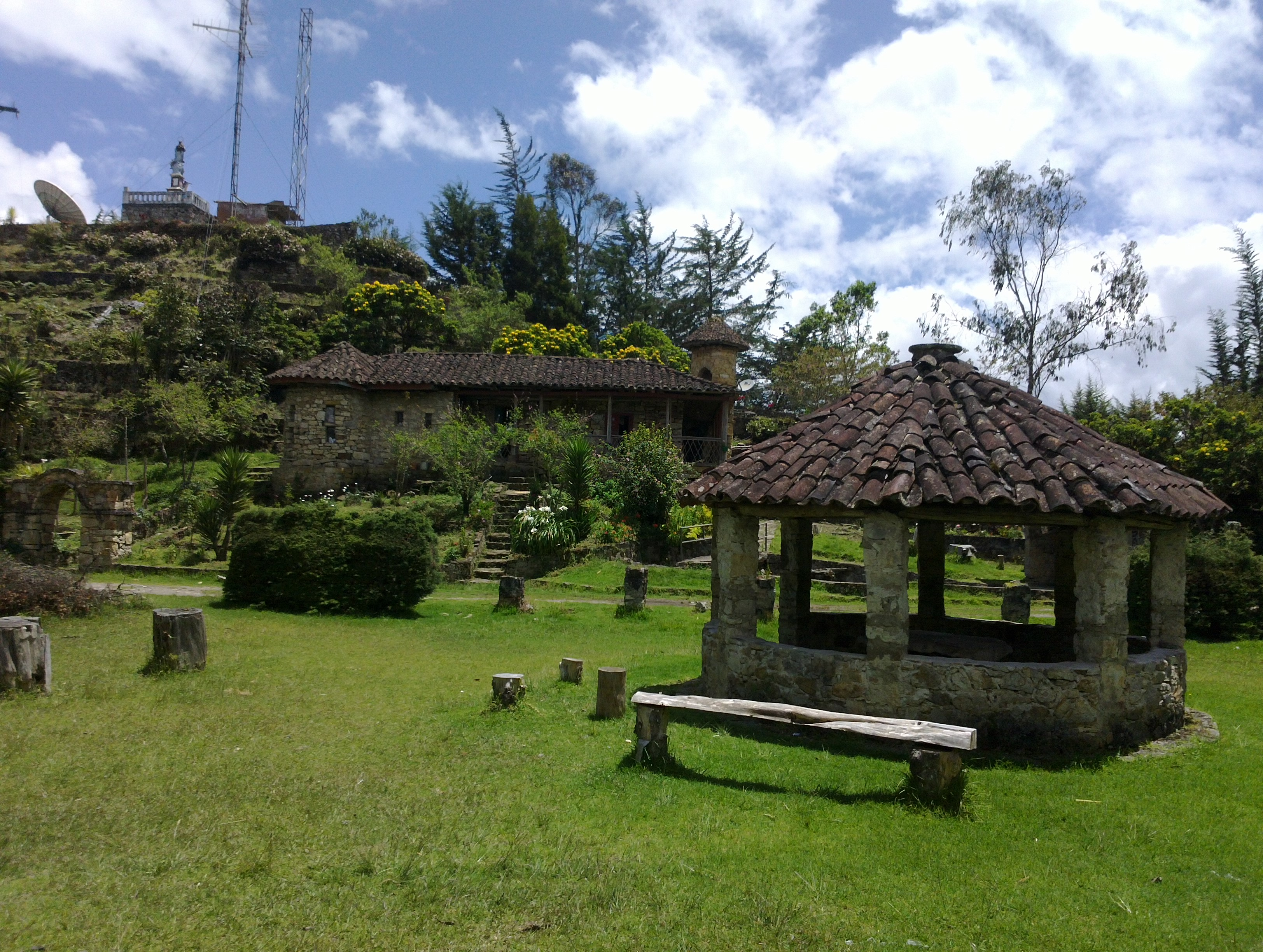
Parque Ararat, o Parque Alemania
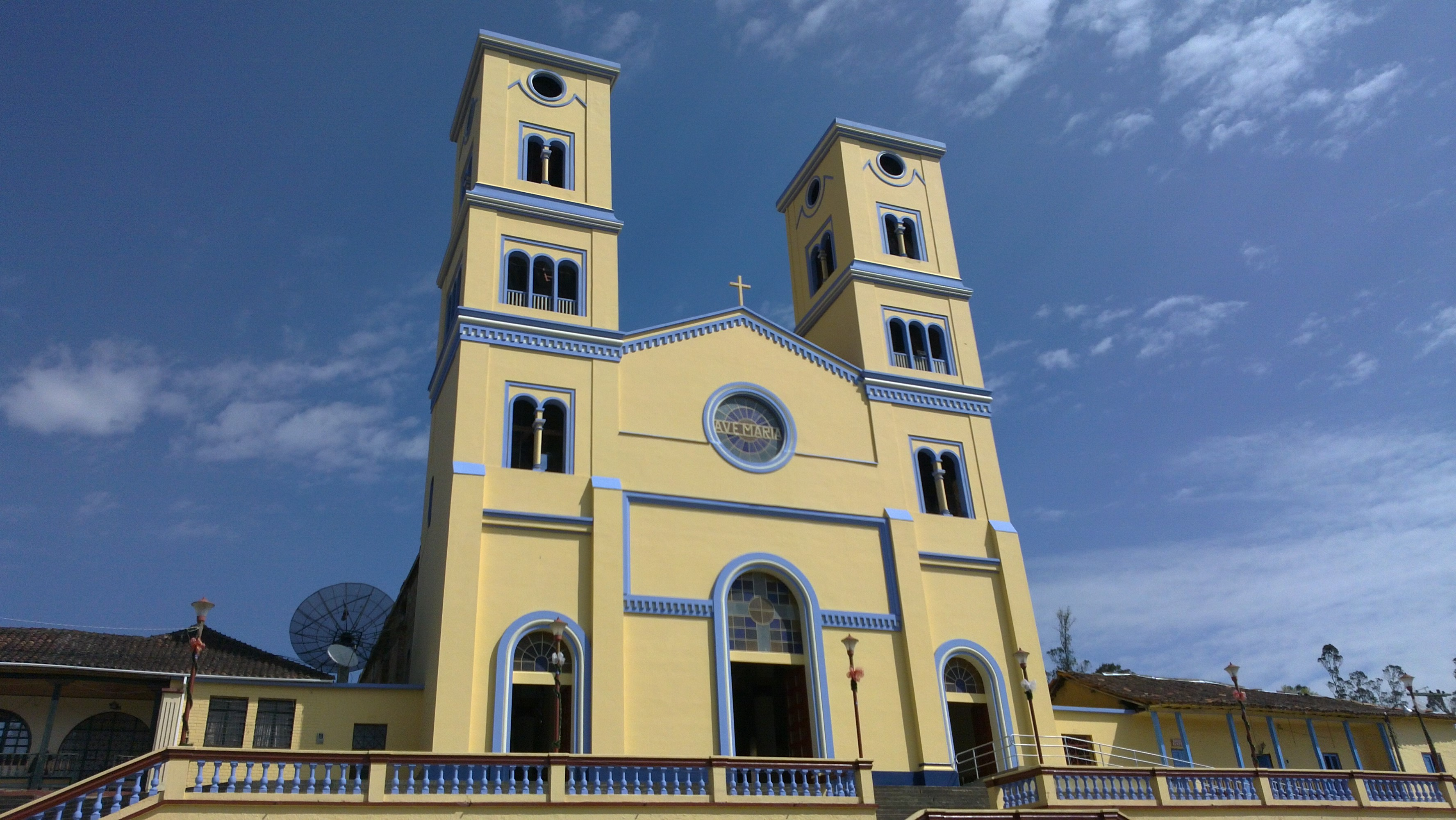
Iglesia de Junín en la tarde
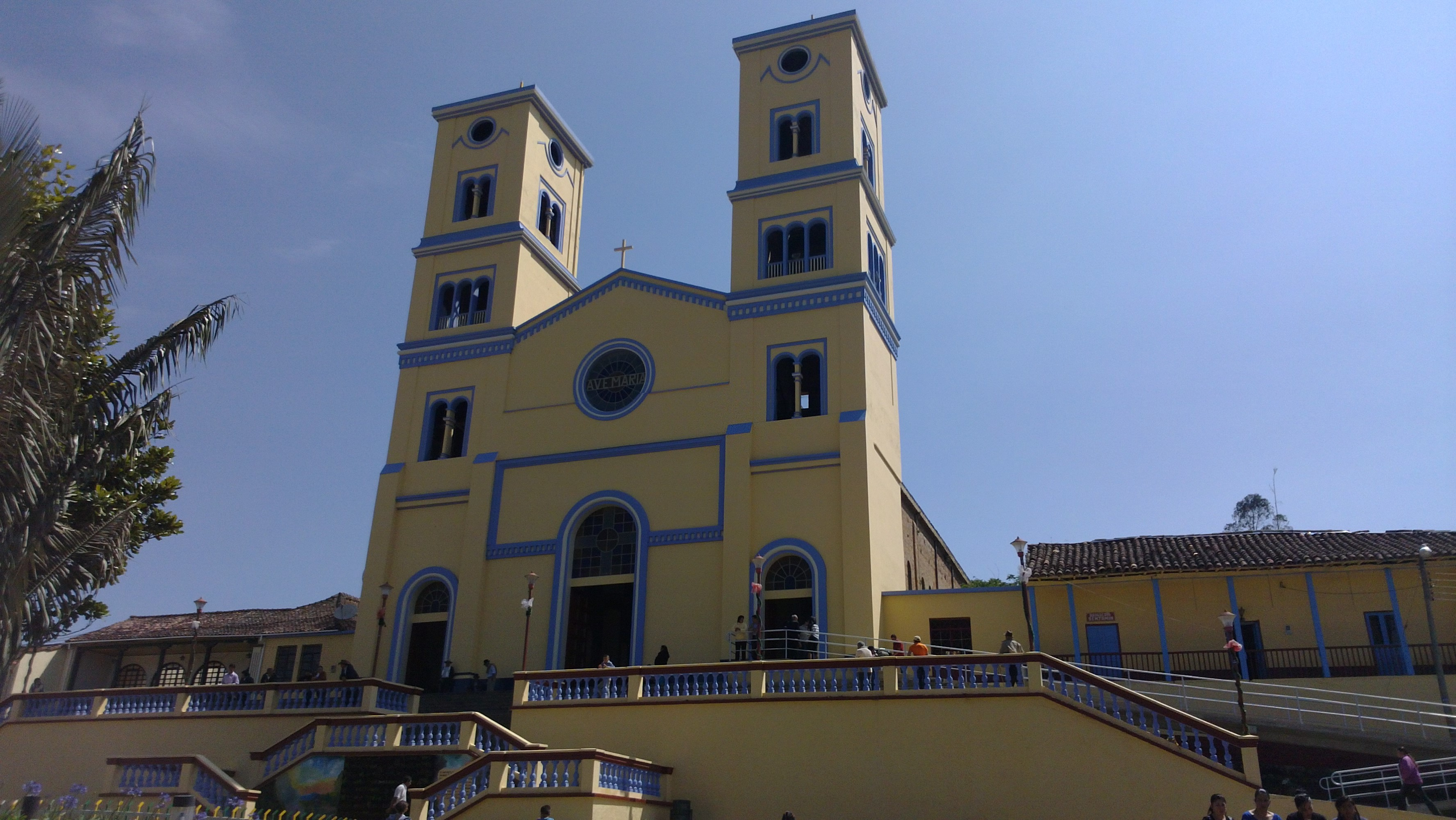
Iglesia de Junín en la mañana

- Alto de Los Reyes
- Artesanías: Artículos en fique.
- Capilla del Cerro Alemania
- Cuevas de Tolanta
- Monumento a Los Obreros de Junín
- Monumento a Los Reyes Magos
- Hotel restaurante Chipazaque
- Aguas Termales del Balneario La Rivera
- Hotel restaurante Aurora
- Balneario La Rivera
- Alto de Los Reyes

Junín ofrece la belleza de varios sitios turísticos por excelencia como el Alto de Los Reyes, ubicado a escasos 500 metros del casco urbano, en la parte norte, contiguo al cementerio, en el que se encuentra un monumento en el que resaltan las imágenes del nacimiento de Jesús y el episodio de la visita de los reyes magos, añadiendo la presencia de una pareja de campesinos con características físicas juninenses. El monumento está conformado por once esculturas construidas en hormigón con armazón de hierro, ubicadas en la entrada de una choza construida en el mismo material.
El parque Alemania, hecho en piedra, consagrado al culto católico, en donde se puede observar la catacumba de San Tarsicio, el busto de su creador, el padre Luis Alejandro Jiménez y la Capilla Subterránea. Desde este mirador se puede contemplar un panorama del municipio y sus alrededores. Este parque se halla ubicado a 3 km al sur de la población.
Para las personas amantes de las caminatas ecológicas se recomienda la visita a las reservas naturales de La Bolsa y Carpanta, esta última con una extensión de 700 hectáreas y ubicada en la parte alta al sur del municipio.
- Cascada de Sueva

A 75 km de Bogotá, en la inspección de Sueva, al noroccidente del municipio, se encuentra la Cascada de Sueva, donde se puede observar una caída de agua de 50 metros de altura aproximadamente.
En la inspección de Sueva en la parte occidental, se encuentra "Peña Rajada", llamada así por la grieta que atraviesa esta peña y de la cual existen varias historias míticas.
Otros sitios turísticos de Junín son: Peña de los Gigantes, Cuevas de la Baraja, El Chusque y El lobo, Piedras de los Chucuas, Cerro Hueco y La Pichonera.